# Kurt Burnette
Kurt Richard Burnette (ur. 7 listopada 1955 w Fakenham) – eparcha greckokatolicki, biskup eparchii Passaic Kościoła katolickiego obrządku bizantyjsko-rusińskiego od 2013. Od 2020 również administrator apostolski sede vacante bizantyjsko–słowackiej eparchii Toronto.

## Życiorys

### Prezbiterat
26 kwietnia 1989 otrzymał święcenia kapłańskie i został inkardynowany do eparchii Van Nuys (późniejszej eparchii Phoenix). Pracował głównie jako duszpasterz parafialny, był także m.in. ekonomem eparchii, wikariuszem sądowym oraz rektorem seminarium w Pittsburghu.

### Episkopat
29 października 2013 został mianowany przez papieża Franciszka ordynariuszem eparchii Passaic. Chirotonii biskupiej udzielił mu 4 grudnia 2013 arcybiskup William Skurla. 20 października 2020 papież Franciszek ponadto mianował go administratorem apostolskim sede vacante bizantyjsko–słowackiej eparchii Toronto.